# Paňa
Paňa (ungarisch Nemespann oder älter nur Pann) ist eine slowakische Gemeinde im Okres Nitra und im Nitriansky kraj mit 421 Einwohnern (Stand 31. Dezember 2024).

## Geographie
Die Gemeinde befindet sich im südlichen Teil des Hügellands Žitavská pahorkatina, einem Teil des slowakischen Donauhügellands, am Paniansky potok im Einzugsgebiet der Nitra. Das Ortszentrum liegt auf einer Höhe von 178 m n.m. und ist acht Kilometer von Vráble sowie 18 Kilometer von Nitra entfernt.
Nachbargemeinden sind Golianovo im Norden, Klasov im Nordosten, Vráble (Stadtteil Dyčka) im Osten, Lúčnica nad Žitavou im Südosten, Vinodol im Süden und Veľký Cetín im Westen.

## Geschichte

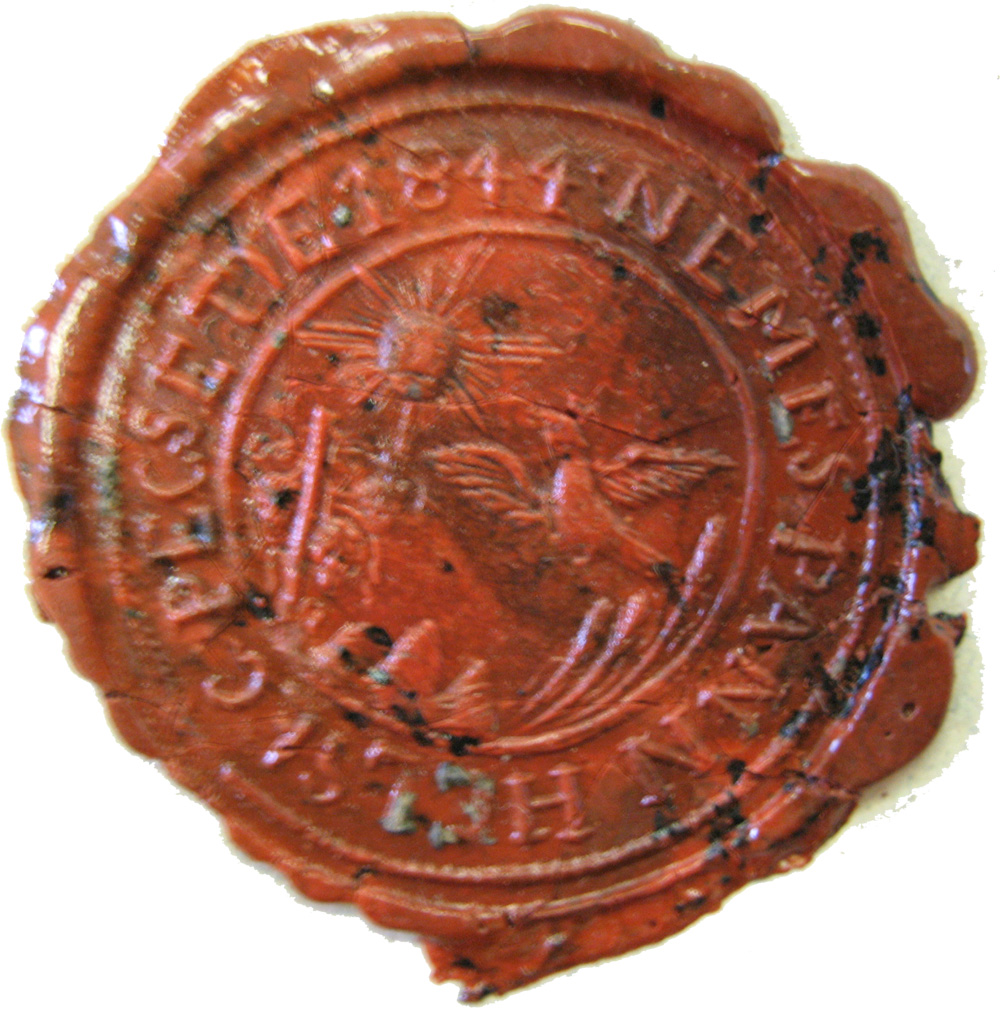
Historisches Siegel der Gemeinde, 1844

Die Gegend ist seit mindestens 4000 Jahren kontinuierlich besiedelt, mit Funden von Siedlungen aus der Bronze-, Eisen-, Hallstatt- und La-Tène-Zeiten sowie Spuren slawischer Besiedlung. Aus dem Gemeindegebiet von Paňa stammen allerdings nur kleinere Funde aus der Bronze- und Hallstattzeit.
Paňa wurde zum ersten Mal 1239 als Poonh schriftlich erwähnt und war ein Dorf königlicher Fischer sowie zusammen mit Bewohnern des Nachbarortes Cheten von Netzmachern und Falknern. Im selben Jahr kam Paňa zum Herrschaftsgebiet des Erzbistums Gran, deren Mitglieder von allen Staatssteuern befreit wurden. Weitere schriftliche Überlieferungen sind bis in die Neuzeit spärlich, allerdings wurde das Dorf gegen Ende des 14. Jahrhunderts von Räuberbanden geplündert und, wie eine Urkunde aus dem Jahr 1448 zeigt, von den Hussiten heimgesucht. Im 16. und 17. Jahrhundert lag Paňa mehrmals im osmanischen Grenzgebiet, so war das Dorf 1570 Teil des Sandschaks Gran sowie von 1663/64 bis 1683/84 Teil des Eyâlets Uyvar (heute Nové Zámky).
1828 zählte man 122 Häuser und 854 Einwohner, die als Landwirte beschäftigt waren. Im 19. Jahrhundert stammten die Besitzer aus den Familien Lakits und Kochanovszky.
Bis 1918 gehörte der im Komitat Neutra liegende Ort zum Königreich Ungarn und kam danach zur Tschechoslowakei beziehungsweise heute Slowakei. Auf Grund des Ersten Wiener Schiedsspruchs lag er 1938–1945 noch einmal in Ungarn.

## Einwohner
| Jahr                | 1994 | 2004 | 2014     | 2024     |
| ------------------- | ---- | ---- | -------- | -------- |
| Anzahl der Personen | 317  | 317  | 370      | 421      |
| Unterschied         |      | +0 % | +16,71 % | +13,78 % |

| Jahr                | 2023 | 2024    |
| ------------------- | ---- | ------- |
| Anzahl der Personen | 411  | 421     |
| Unterschied         |      | +2,43 % |

Gemäß der Volkszählung 2011 wohnten in Paňa 347 Einwohner, davon 315 Slowaken, 15 Magyaren, jeweils zwei Bulgaren und Tschechen sowie ein Mährer. 12 Einwohner machten keine Angaben zur Ethnie.
290 Einwohner bekannten sich zur römisch-katholischen Kirche sowie jeweils ein Einwohner zu den Zeugen Jehovas und zur reformierten Kirche. 22 Einwohner waren konfessionslos und bei 33 Einwohnern wurde die Konfession nicht ermittelt.

## Bauwerke und Denkmäler

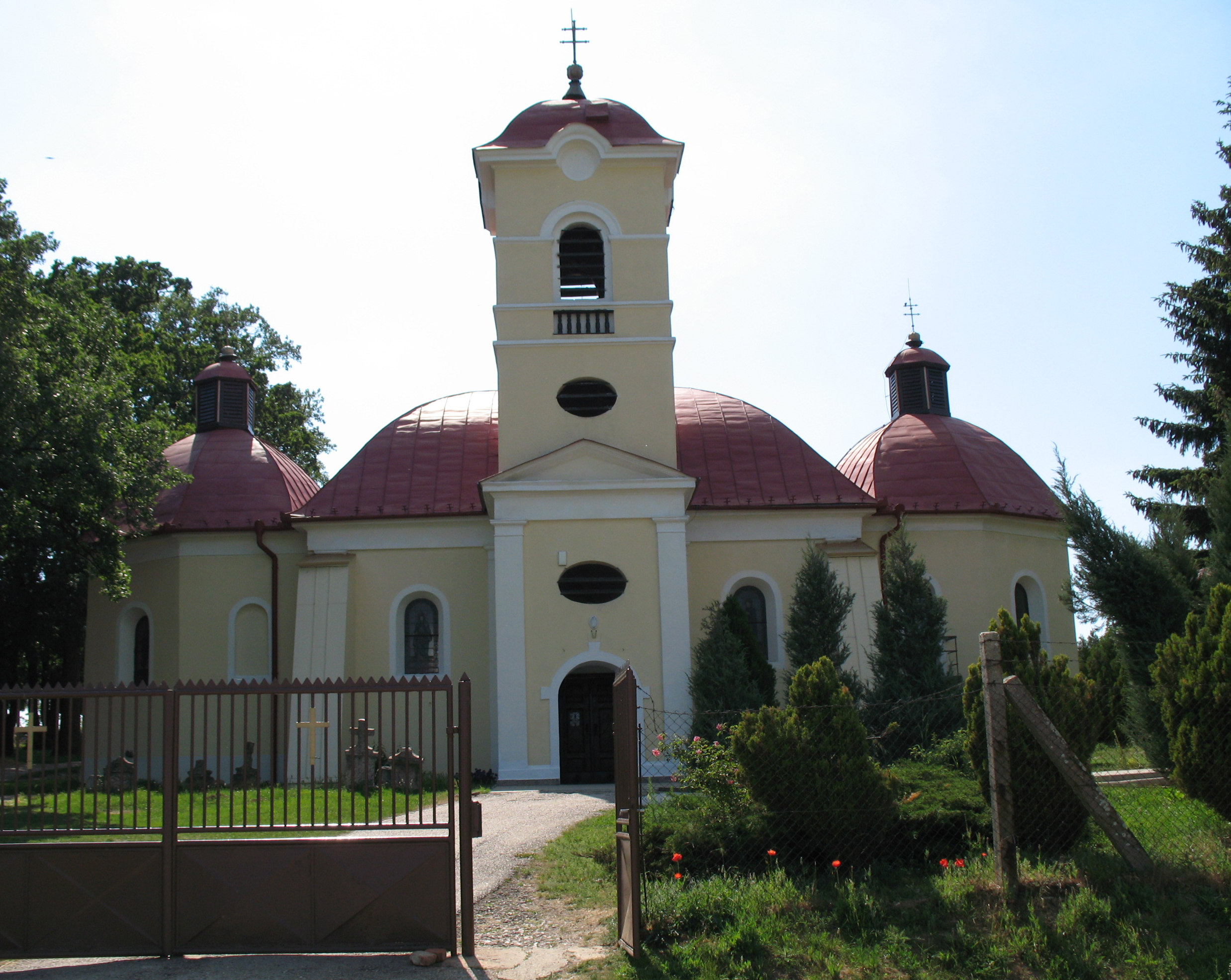
Kirche in Paňa

- römisch-katholische Allerheiligenkirche im Barockstil aus dem Jahr 1722